# ミヤコアザミ
ミヤコアザミ（都薊、学名：Saussurea maximowiczii）は、キク科トウヒレン属の多年草。アザミとつくが、キク科アザミ属の植物ではない。

## 特徴
茎は直立し、高さは50 - 150cmになる。茎に翼は無く、短毛がまばらに生え、腺点があり、上部でまばらに分枝する。根出葉は花時にも生存する。根出葉の葉身は草質で、長楕円形になり、大型で長さ11 - 30cm、縁は羽状に深裂し、裂片は4 - 6対になって卵形から卵状披針形になり、縁に不整の鋸歯があるか、または波状縁になる。両面に短毛が生え、裏面にまばらに腺点があり、葉柄は5 - 22cmになる。茎の中部以上につく葉は互生し、葉身は披針形になり、縁に鋸歯があり、上部にいくにしたがって小さくなり、全縁となる。
花期は9 - 10月。頭状花序は多数が散房状に密集してつき、頭花の径は10mmになり、花柄は長さ5 - 20cmになる。総苞は長さ10 - 14mm、径6mmになる筒形で、ふつうくも毛があるがときに無い。総苞片は7 - 8列あり、縁は紫褐色になり、総苞外片は卵形で円頭、総苞内片の5分の1の長さ以下になる。頭花は筒状花のみからなり、花冠の長さは11 - 13mm、色は紫紅色になる。果実は長さ5mmになる痩果になる。冠毛は2輪生で、落ちやすい外輪は長さ0.1 - 3mm、花後にも残る内輪は長さ9mmになる。染色体数2n=26。

## 分布と生育環境
日本では、岩手県以南の本州、四国、九州に分布し、山地の湿った草原や夏緑林の林縁に生育する。世界では、朝鮮半島、中国大陸（東北部・内蒙古）、ロシア沿海地方に分布する。

## 名前の由来
和名ミヤコアザミは、「都薊」の意で、アザミ属に似ているが、アザミ属とは異なるトウヒレン属の種であり、上品でやさしい姿を都の人にたとえたもの。古くからある名前であり、1856年（安政3年）に出版された飯沼慾斎の『草木図説』前編20巻中第15巻に「ミヤコアザミ」が記載されているが、その名前の由来についてはふれられていない。
種小名（種形容語）maximowiczii は、ロシア人の東亜植物研究者、カール・ヨハン・マキシモヴィッチへの献名である。

## 種の保全状況評価
国（環境省）のレッドデータブック、レッドリストでの選定はない。都道府県のレッドデータ、レッドリストの選定状況は次の通り。岩手県-Bランク、宮城県-絶滅危惧I類(CR+EN）、福島県-絶滅危惧IA類(CR）、茨城県-絶滅危惧II類、埼玉県-絶滅危惧IA類(CR)、千葉県-最重要保護生物(A)、東京都-絶滅(EX)、神奈川県-絶滅危惧II類(VU)、富山県-絶滅危惧I類、長野県-準絶滅危惧(NT)、愛知県-絶滅危惧II類(VU)、三重県-絶滅危惧IB類(EN)、滋賀県-絶滅危惧種、京都府-絶滅寸前種、大阪府-絶滅、兵庫県-Cランク、奈良県-絶滅寸前種、和歌山県-絶滅危惧IB類(EN)、鳥取県-準絶滅危惧(NT)、島根県-情報不足(DD)、山口県-絶滅危惧IB類(EN)、徳島県-絶滅危惧I類(CR)、香川県-絶滅危惧I類(CR+EN)、高知県-絶滅危惧IA類(CR)、福岡県-絶滅危惧IA類(CR)、佐賀県-絶滅種、熊本県-絶滅危惧II類(VU)、大分県-準絶滅危惧（準）、宮崎県-絶滅危惧IB類(EN-r,g)、鹿児島県-絶滅危惧I類。

## ギャラリー

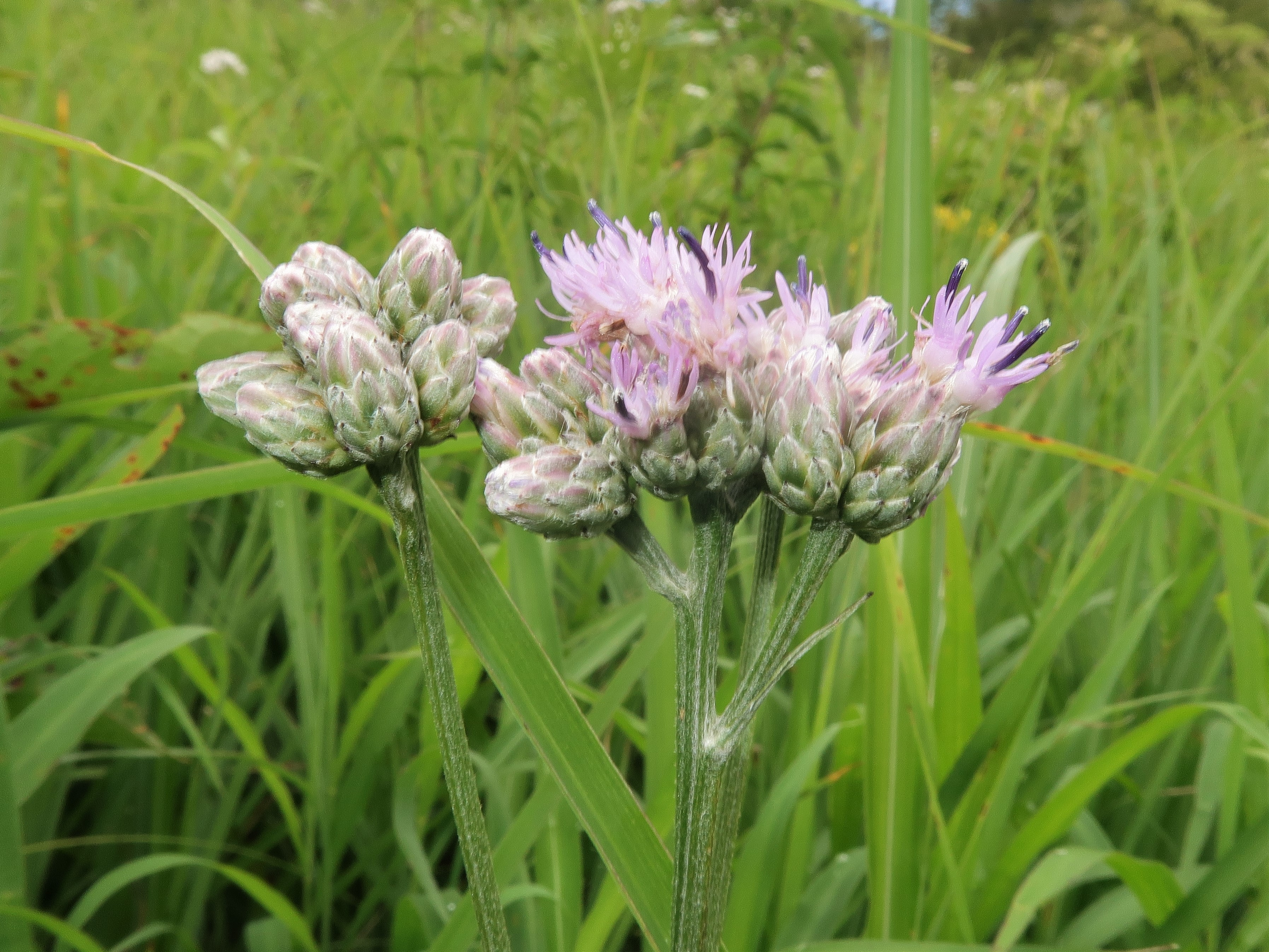
頭花は多数が散房状に密集してつく。総苞は筒形で、ふつうくも毛がある。総苞片は7-8列あり、縁は紫褐色になる。
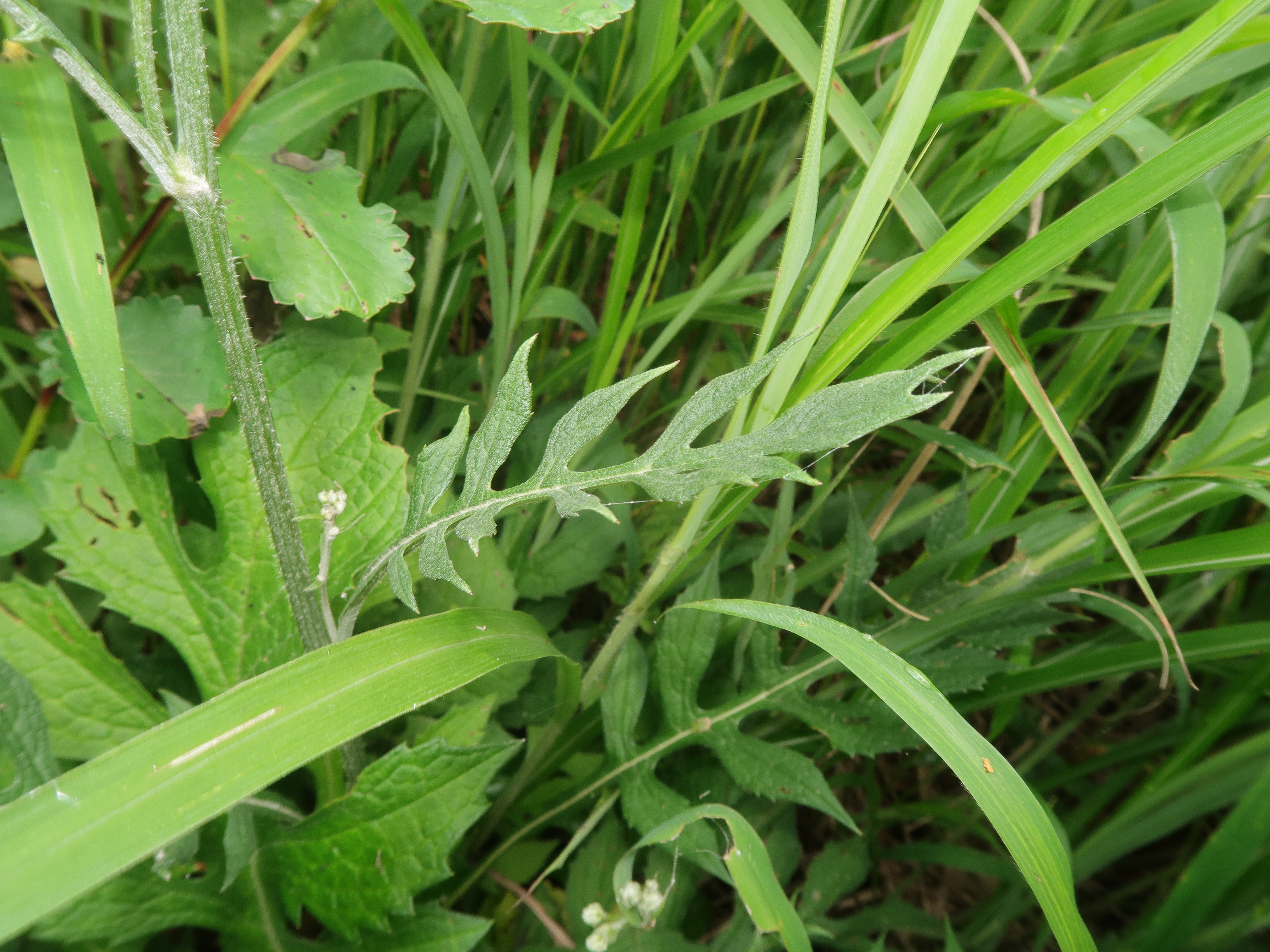
茎に翼は無く、短毛がまばらに生える。茎の中部以上につく葉は互生し、葉身は披針形になり、上部にいくにしたがって小さくなる。
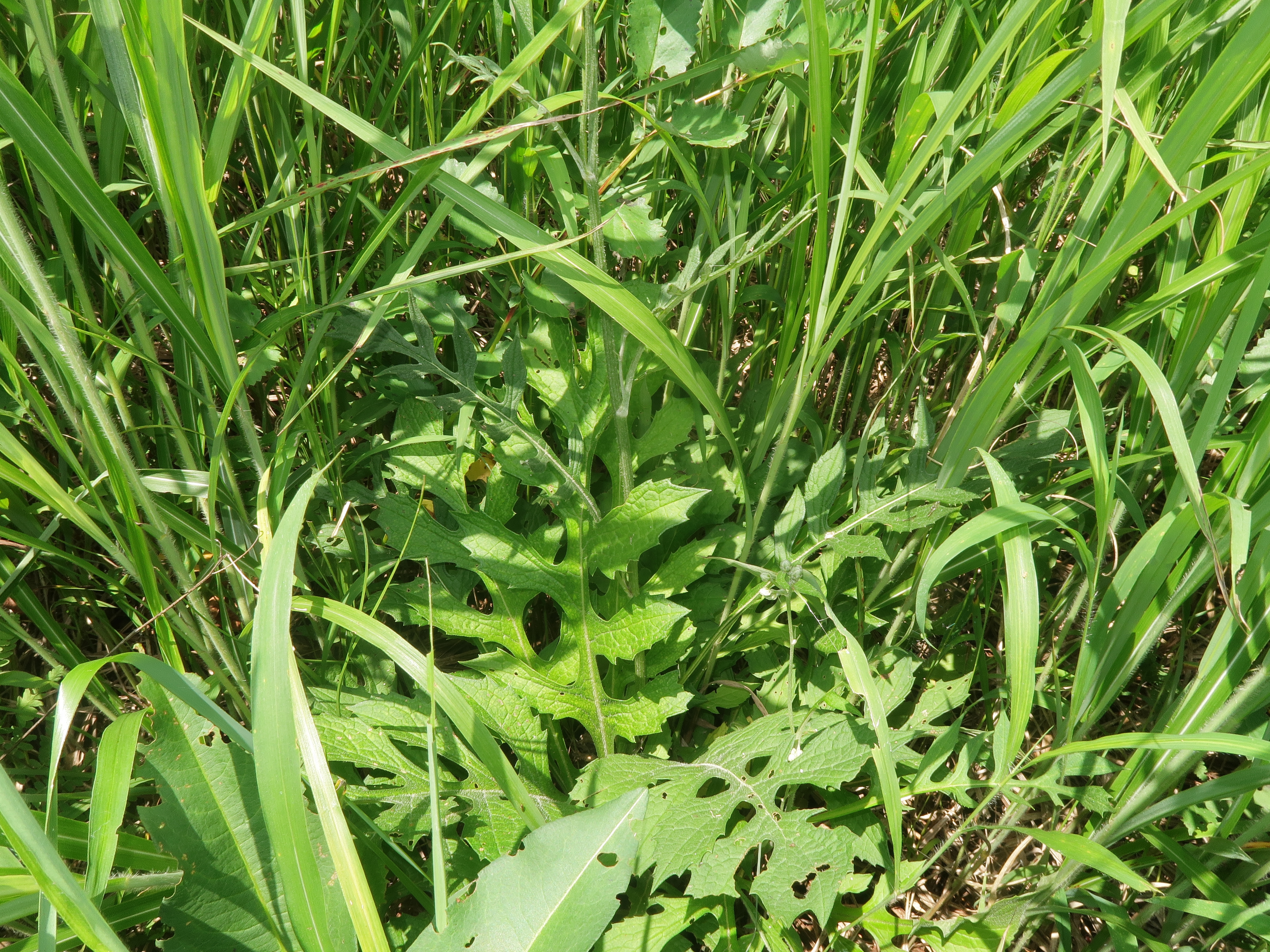
根出葉は花時にも生存する。根出葉の葉身は草質で、長楕円形になり、大型で縁は羽状に深裂し、裂片は4-6対になる。

## 下位分類

### マルバミヤコアザミ
マルバミヤコアザミ（学名：Saussurea maximowiczii Herder f. serrata (Nakai) Kitam. (1937)、シノニム：Saussurea maximowiczii Herder var. platyphylla Makino (1927)）- 葉が羽状に分裂しないものを品種として区分することがある。門田裕一 (2017) は、『改訂新版 日本の野生植物 5』「キク科トウヒレン属」において、マルバミヤコアザミは品種扱いとはせず、ミヤコアザミの別名とし、f. serrata (Nakai) Kitam. はシノニムの扱いとし、葉が羽状に分裂しないものを種内の「マルバミヤコアザミ型」としている。

### 保全状況評価
国（環境省）のレッドデータブック、レッドリストでの選定はない。都道府県のレッドデータ、レッドリストの選定状況は次の通り。長野県-絶滅危惧IB類(EN)。

### ギャラリー

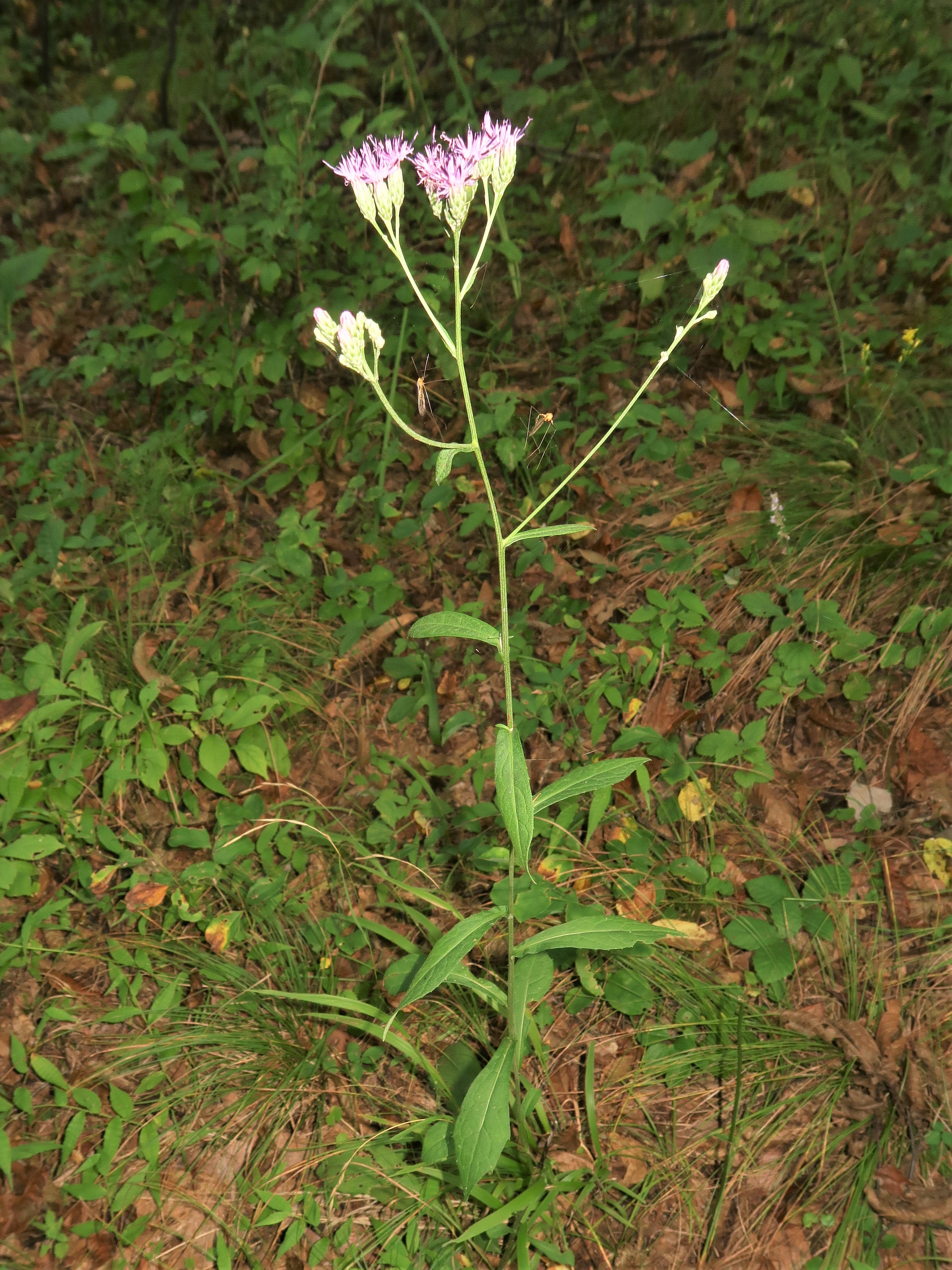
マルバミヤコアザミ 長野県大町市 2022年9月中旬
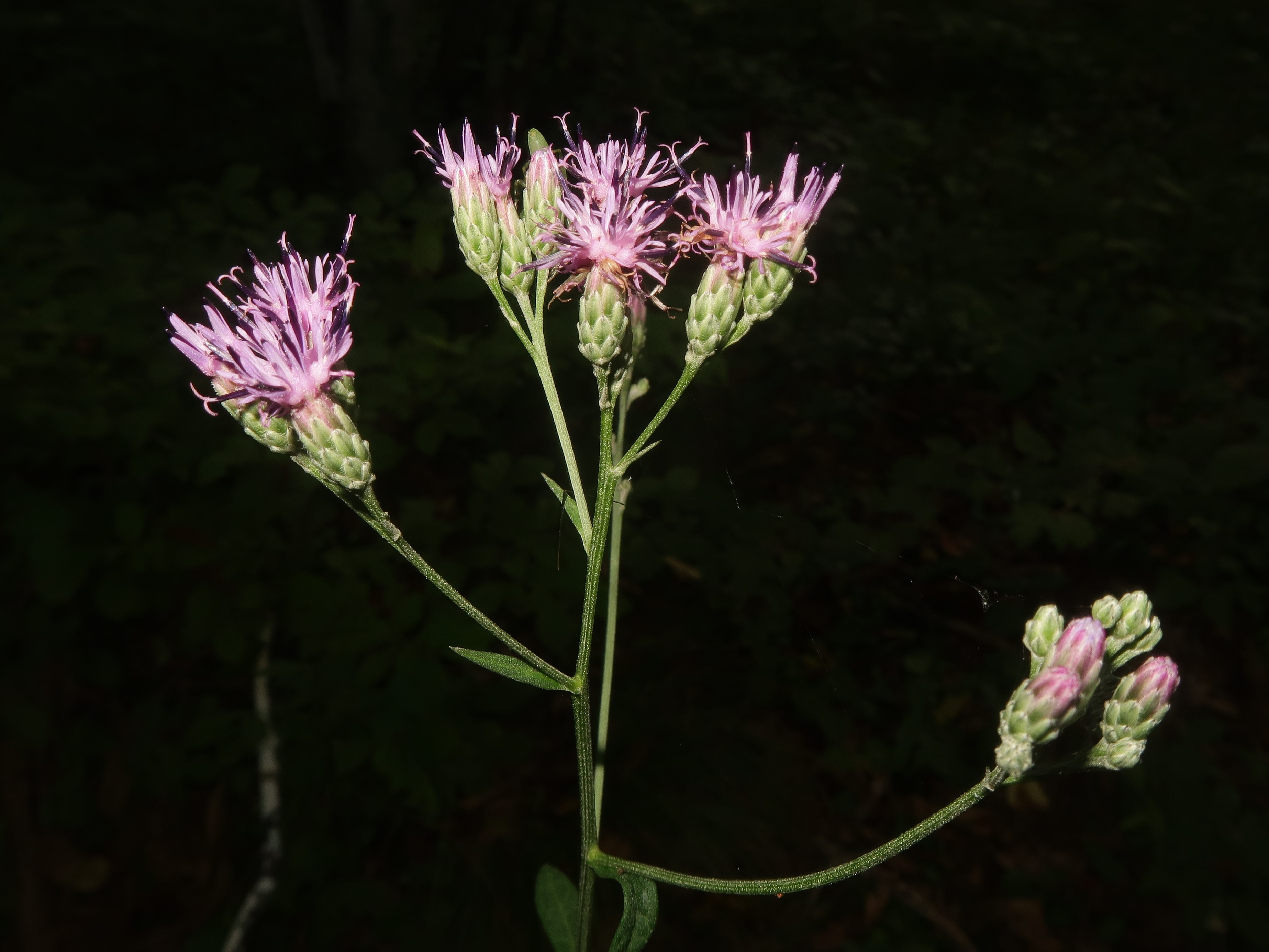
頭花は散房状につき、総苞は筒形でくも毛があり、総苞片は7-8列ある。基本種と変わらない。
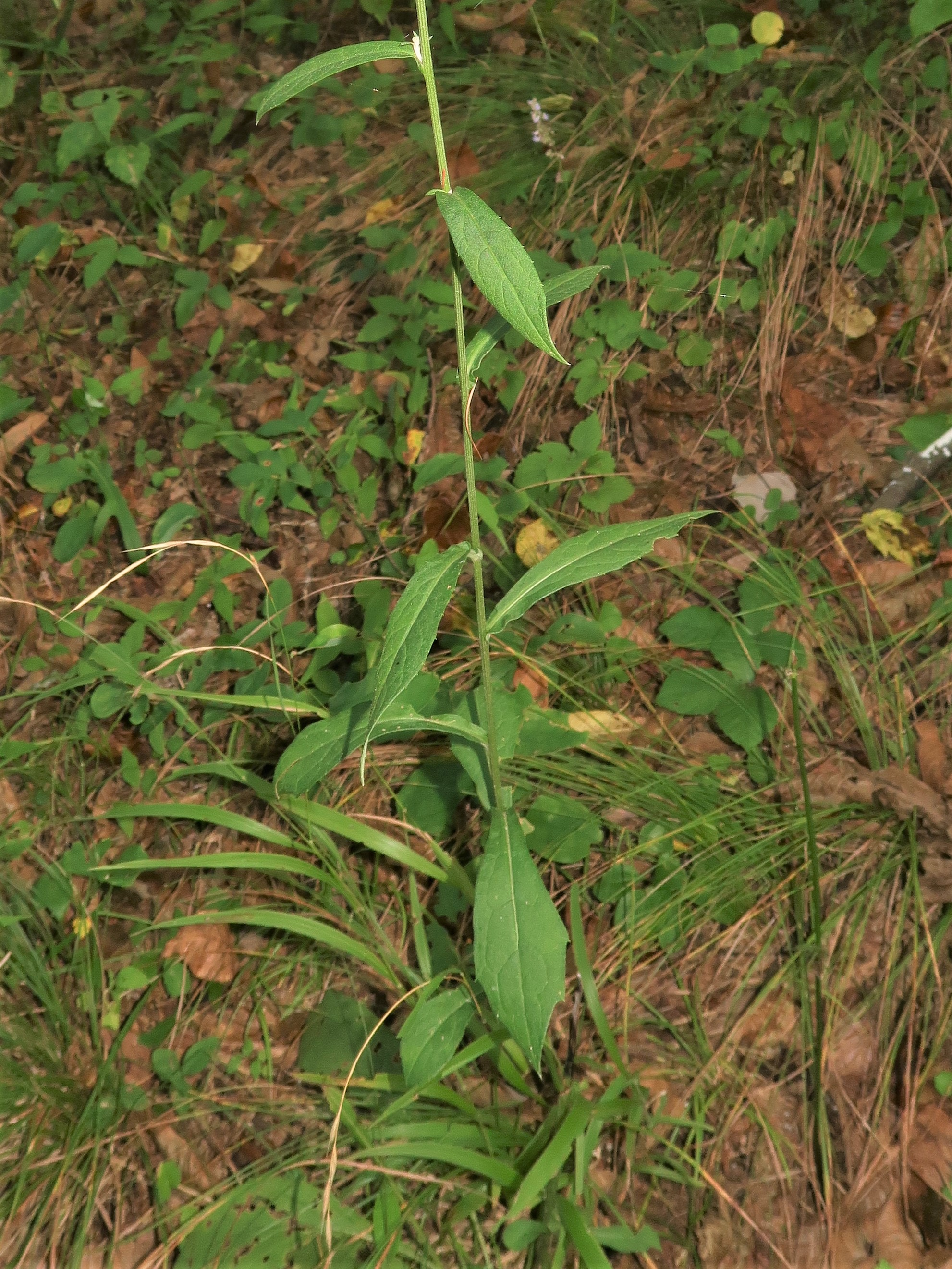
茎の下部につく葉は羽状に分裂しないで、狭卵形になる。
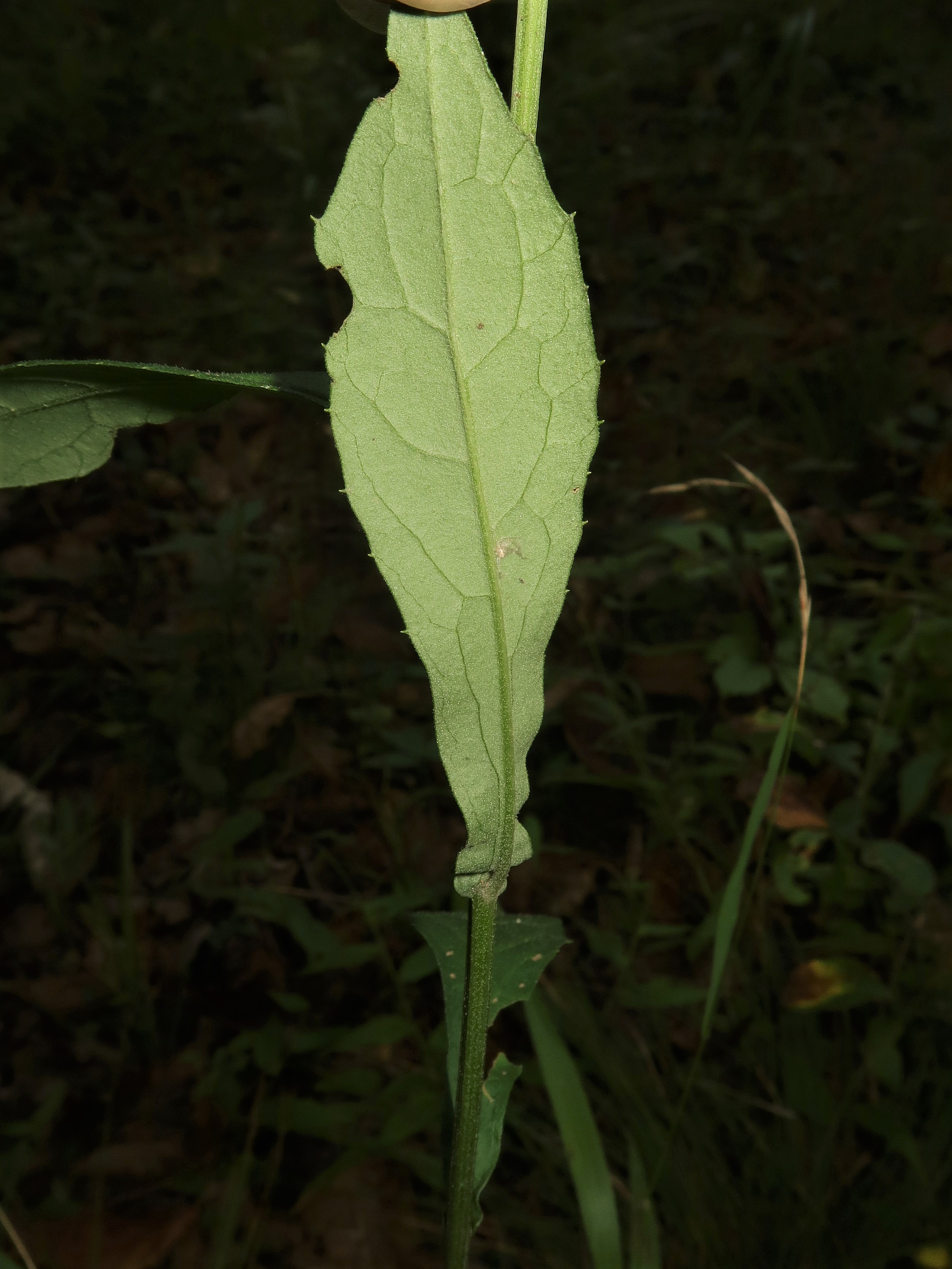
葉の裏面。

## 分類
トウヒレン属内のキクアザミ Saussurea ussuriensis に似る。葉が羽状に深裂し、頭花が散房状につく点ではミヤコアザミはキクアザミに似るが、本種はキクアザミと比べると頭花がややまばらにつく。また、本種の総苞片は7-8列で、先は円頭であるが、キクアザミの総苞片5-7(-8)列で、先は鋭頭になる。